# Standbeeld van Johan Rudolph Thorbecke
Het standbeeld van Johan Rudolph Thorbecke, of Thorbeckemonument, is een 19e-eeuws gedenkteken in Amsterdam, ter nagedachtenis aan de liberale politicus  Thorbecke.

## Achtergrond
Johan Rudolph Thorbecke (Zwolle, 1798 - Den Haag, 1872) was onder meer voorzitter van de commissie die verantwoordelijk was voor de grondwetsherziening van 1848 en driemaal minister van Binnenlandse Zaken. Direct na zijn overlijden in juni 1872 gingen er stemmen op om een standbeeld voor hem op te richten. Nog dezelfde maand maakte Henri Leeuw sr. een buste, waarvan afgietsels konden worden gekocht. Er werd een landelijk oprichtingscomité opgericht, onder voorzitterschap van W.H. Dullert. In juli 1872 werd in het gebouw voor Kunsten en Wetenschappen in Utrecht vergaderd over voorstellen voor een standbeeld, het plaatsen van een gedenksteen in zijn geboortehuis in Zwolle, een gedenksteen op zijn graf en de aankoop van zijn huis in Den Haag. Voorstellen om een buste te sturen naar alle gemeentes in het land en om de Zuiderzee droog te leggen en de nieuwe polder naar Thorbecke te vernoemen haalden de eindstreep niet. Besloten werd dat het standbeeld zou worden opgericht in Den Haag.
Er werd geen prijsvraag voor een ontwerp uitgeschreven. De commissie gunde de opdracht aan de in Parijs woonachtige beeldhouwer Ferdinand Leenhoff. Hij had zijn ontwerp in mei 1873 klaar. Leenhoff beeldde Thorbecke af zoals deze vaak in de Kamer te zien was "wanneer hij een oogenblik poosde om een van die korte saâmgewrongen, geestrijke zinnen uit te spreken".
De Haagse journalist Pieter Anne Haaxman schreef over het ontstaan van Leenhoff's Thorbeckebeeld in een terugblik dat een Scheveningse koetsier, die sprekend op Thorbecke leek, als model gefungeerd heeft.
Op zoek naar een locatie
Met instemming van de regering werd door het comité besloten dat het beeld zou worden geplaatst op het Binnenhof. Het college van burgemeester en wethouders vond de Plaats beter geschikt en gaf daarvoor op 6 januari 1874 een vergunning af. Na veel bezwaren, zowel binnen de raad als daarbuiten, werd in april 1874 besloten een besluit over de uiteindelijke locatie uit te stellen. In september 1874 werd opnieuw besloten het beeld op de Plaats op te richten. Minister Jan Heemskerk Azn. zette daarbij kanttekeningen en sprak uiteindelijk zijn veto uit, wat onder meer leidde tot Kamervragen. De raden van Amsterdam, Assen en Zwolle lieten vervolgens aan het oprichtingscomité weten dat het monument in hun stad geplaatst kon worden. In februari 1875 besloot het comité het aanbod van Amsterdam aan te nemen.
Het beeld werd in mei 1875 bij de Haagse firma Enthoven in brons gegoten. De gipsen kop van het gietmodel werd later door het oprichtingscomité geschonken aan de gemeente Amsterdam.
Op 18 mei 1876 werd het beeld op het Reguliersplein onthuld na een voordracht van W.H. Dullert, als voorzitter van het comité en voorzitter van de Tweede Kamer. Vervolgens werd het dankbaar aanvaard door jhr. mr. C.J.A. den Tex, burgemeester van Amsterdam, die daarbij aangaf dat het plein voortaan Thorbeckeplein zou heten.
Thorbeckeplein

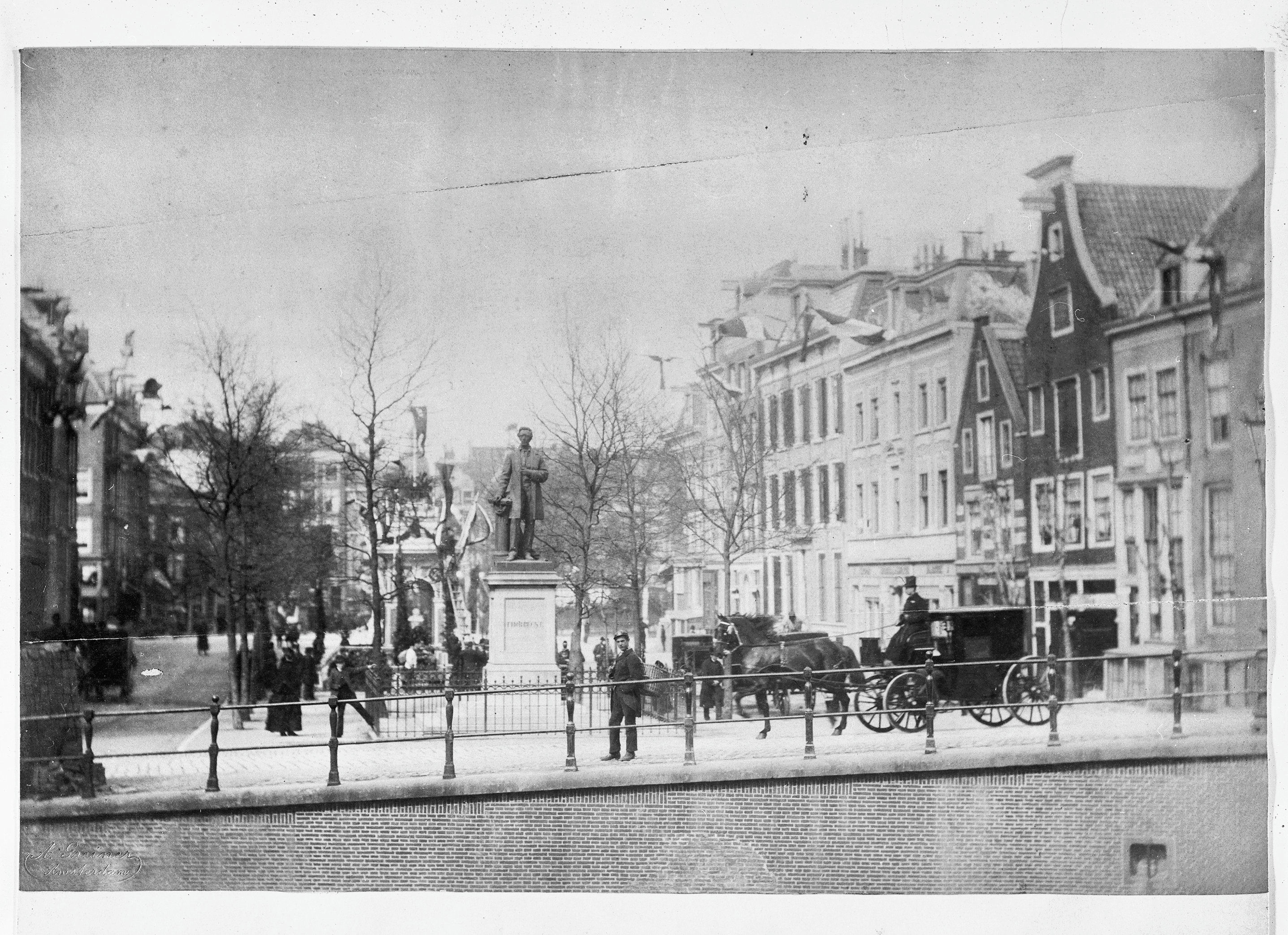
Het monument, met erachter het Thorbeckeplein

Eind 18e eeuw was een stukje Reguliersgracht gedempt en ontstond het Reguliersplein. Vanwege de kaashandel ter plekke werd het ook wel Kaasplein genoemd. Bij de plaatsing van het monument werd het plein omgedoopt in Thorbeckeplein. Op de Botermarkt, in het verlengde van het Reguliersplein, stond het Rembrandtmonument. Met de komst van Thorbecke werd Rembrandt verplaatst naar het midden van de markt, die de naam Rembrandtplein kreeg. Thorbecke kijkt uit over de Reguliersgracht en de Herengracht. Bij een renovatie van het Thorbeckeplein en het monument in 2010-2011 wilden ondernemers dat hij in het vervolg over het plein uit zou kijken, maar hij is in de oude positie herplaatst.

## Beschrijving
Het bronzen standbeeld toont Thorbecke ten voeten uit, gekleed in kostuum en met een lange jas. Hij leunt met zijn rechterhand op een Griekse zuil, symbool voor de democratie, en houdt in zijn linkerhand een wetsrol. Het beeld staat op een hoge, natuurstenen sokkel. Het geheel wordt omgeven door een laag smeedijzeren hek.
Op de sokkel zijn op de vier zijden opschriften aangebracht, waaronder 

OPRECHT VOLKSVRIEND, TROUWE DIENAAR der KROON, HERVORMER der STAATSREGELING

## Waardering
Het gedenkteken werd in 2002 als rijksmonument in het Monumentenregister opgenomen. Het is van "algemeen belang vanwege kunsthistorische waarde vanwege het belang voor de 19de-eeuwse, Nederlandse beeldhouwkunst alsmede van cultuurhistorische waarde vanwege de herinnering aan een belangrijk 19de-eeuws staatsman, grondlegger van het huidige staatkundig bestel (scheiding van kerk en staat) en het liberalisme in Nederland."

## Andere initiatieven

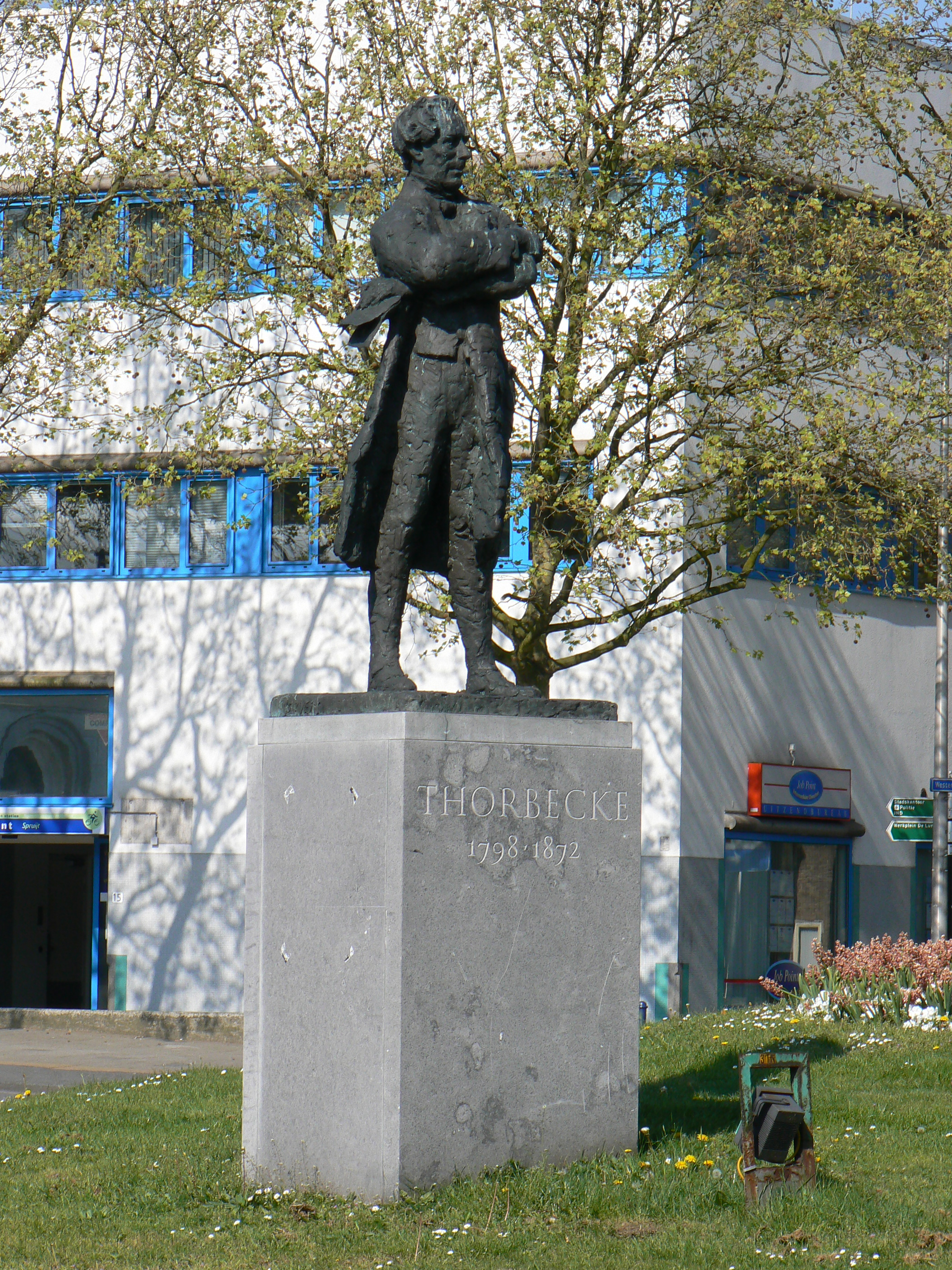
Thorbecke in Zwolle

In 1992 werd op het Stationsplein in Zwolle een standbeeld van Thorbecke geplaatst, gemaakt door Hans Bayens. In 2005 wilde het Haagse VVD-raadslid Thessa Oosterholt en Tweede Kamerlid Hans van Baalen alsnog een standbeeld voor Thorbecke in de Hofstad laten oprichten, liefst nabij het Binnenhof. 
Eind 2010 werden Casper Berger, Hans van Houwelingen, Thom Puckey en Emo Verkerk gevraagd een ontwerp te maken. Het ontwerp van Puckey, van Thorbecke achter zijn schrijftafel, werd in september 2011 door burgemeester Jozias van Aartsen onthuld en in februari 2017 officieel in Den Haag geplaatst.
Van Houwelingen kwam met het voorstel om het standbeeld van Spinoza in Den Haag te ruilen met het beeld van Thorbecke in Amsterdam, omdat beide heren langer hebben gewoond en gewerkt in de plaatsen waar ze niet staan. De beelden werden eind 2011 enige tijd samen tentoongesteld bij Stroom Den Haag.